# 第1回明治神宮野球大会
第1回明治神宮野球大会は、1970年11月6日から11月10日まで明治神宮野球場および明治神宮第二球場で行われた大学野球の大会である。明治神宮鎮座50年を記念して行われた。優勝は東海大学、準優勝は中京大学だった。

## 表彰
- 優勝校には明治神宮宮司より表彰状ならびに優勝旗、優勝メダル、明治神宮崇敬会理事長より明治神宮崇敬会優勝杯が贈られる。
- 準優勝校にも財団法人全日本大学野球連盟副会長より表彰状ならびに準優勝メダル、明治神宮崇敬会理事長より明治神宮崇敬会準優勝杯が贈られる。

## 出場校
| 出場校             | 所属連盟               |
| ------------------ | ---------------------- |
| 札幌大学           | 北海道地区大学野球連盟 |
| 東北工業大学       | 仙台六大学野球連盟     |
| 千葉商科大学       | 千葉県大学野球連盟     |
| 日本大学農獣医学部 | 東京新大学野球連盟     |
| 法政大学           | 東京六大学野球連盟     |
| 中央大学           | 東都大学野球連盟       |
| 東海大学           | 首都大学野球連盟       |
| 神奈川大学         | 神奈川五大学野球連盟   |
| 中京大学           | 愛知大学野球連盟       |
| 福井工業大学       | 北陸大学野球連盟       |
| 関西大学           | 関西六大学野球連盟     |
| 広島商科大学       | 広島六大学野球連盟     |
| 愛媛大学           | 四国地区大学野球連盟   |
| 八幡大学           | 九州六大学野球連盟     |
| 福岡工業大学       | 九州地区大学野球連盟   |

## 試合結果

### 1回戦
11月6日
- 中京大学 10 - 2 福井工業大学（7回コールド）
- 広島商科大学 5 - 1 神奈川大学
- 中央大学 9 - 0 日本大学農獣医学部（7回コールド）
- 東海大学 7 - 0 愛媛大学（7回コールド）

11月7日
- 千葉商科大学 3x - 2 福岡工業大学（延長11回）
- 関西大学 8 - 1 札幌大学（8回コールド）
- 八幡大学 1 - 0 法政大学（延長15回）

### 準々決勝
11月8日
- 東海大学 3 - 1 中央大学
- 中京大学 5 - 0 広島商科大学
- 関西大学 3 - 1 東北工業大学（延長11回）
- 千葉商科大学 4 - 2 八幡大学

### 準決勝
11月9日
- 中京大学 5x - 4 千葉商科大学（延長11回）
- 東海大学 1 - 0 関西大学

### 決勝
11月10日
|          | 1 | 2 | 3 | 4 | 5 | 6 | 7 | 8 | 9 | R | H  | E |
| -------- | - | - | - | - | - | - | - | - | - | - | -- | - |
| 中京大学 | 0 | 1 | 1 | 0 | 0 | 0 | 0 | 0 | 0 | 2 | 5  | 0 |
| 東海大学 | 4 | 0 | 1 | 0 | 1 | 0 | 0 | 1 | X | 7 | 11 | 1 |

1. （中）：榎本、尾関 - 大島忠
2. （東）：川端 - 岡田